# Casa dels Lleons
La Casa dels Lleons és un edifici d'estil neomudèjar situat al Parc de la Ciutadella de Barcelona, protegit com a bé amb elements d'interès.

## Història
L'edifici va ser projectat per l'arquitecte Pere Falqués i Urpí l'any 1894, com a part del seu encàrrec per satisfer les necessitats d'allotjament de la col·lecció zoològica instal·lada al Parc de la Ciutadella l'any 1892, la qual esdevindria el futur Parc Zoològic de Barcelona. L'edifici va ser concebut com a sala d'exposició amb gàbies per grans fèlids i, especialment, lleons, raó per la qual va rebre el nom de "Casa dels Lleons".
L'any 1924 va ser remodelat per convertir-se en la seu administrativa i edifici de direcció del Zoo de Barcelona, funció que ocupa fins a l'actualitat.

## Descripció
La Casa dels Lleons és un edifici d'estil neomudèjar. Es caracteritza per la seva façana frontal, composta per grans arcades de ferradura i construida amb maó vist en dues tonalitats distribuides en franges alternatives. Sobre els arcs es presenta una gelosia que arriba fins a la barbacana, de forma volada.
A les cantonades de la façana frontal s'eleven dos coronaments de maó vermell, guarnits amb l'escut de Barcelona i dos parallamps decorats amb elements metàl·lics esfèrics. Els coronaments i la barbacana són recobertes per teules romanes de ceràmica vidriada verda.
No es conserven gran part dels elements originals que componien les façanes laterals i la façana posterior de l'edifici, si bé no haurien presentat grans elements ornamentals. Fotografies prèvies a 1924 permeten demostrar la presència original de dues torres semicirculars laterals de coloració clara, decorades amb merlet i finestres.